# Proxinvest
Proxinvest est une société de conseil et d'analyse financière française fondé en 1995 par Pierre-Henry Leroy. Cette agence en conseil de vote est spécialisée dans l'assistance à l'exercice du vote des actionnaires et opère exclusivement pour les investisseurs.
Acteur d'influence auprès des actionnaires, son activité tend vers les enjeux environnementaux, sociaux et de gouvernance (ESG). Elle publie régulièrement des informations chiffrées sur les enjeux de gouvernance, notamment la rémunération des dirigeants d'entreprise. Le banquier et haut fonctionnaire Alain Demarolle préside actuellement la société.

## Prises de position
- Contre les conditions financières de la fusion Alcatel-Lucent de 2006, contre l'approbation des conditions d'indemnisation des dirigeants et critique historique de la gouvernance d'Alcatel depuis 1996.
- Contre les conditions de gouvernance initiales de la fusion entre Euronext et le New York Stock Exchange[5].
- Contre les conditions des opérations de suppression des auto-contrôles du groupe Wendel en 1998 (Sofiservice) et en 2007 (Solfur).
- Critique active des déséquilibres du système financier, en particulier du monopole incontrôlé de banque universelle : critique en 2007 de la gouvernance de la Société Générale, du Crédit Agricole et de Natixis.
- Pour le plafonnement des émoluments des grands patrons à 240 fois le montant du SMIC (en 2006, ils sont de 300 fois le SMIC en moyenne)[6].
- Contre le salaire de Carlos Ghosn en juin 2017[7].
- Depuis 2020, contre les rémunérations des sociétés françaises si elles ne comportent pas de critères extra-financiers[8].
- Pour l'augmentation de capital d'Unibail-Rodamco-Westfield de 3,5 milliards d'euros en novembre 2020[9].